# Catoessa boscii
Catoessa boscii är en kräftdjursart som först beskrevs av Pieter Bleeker 1857.  Catoessa boscii ingår i släktet Catoessa och familjen Cymothoidae. Inga underarter finns listade i Catalogue of Life.